# Юнес, Хамза
Хамза Юнес (араб. حمزة يونس‎; род. 16 апреля 1986[…], Монастир) — тунисский футболист, нападающий.

## Карьера

### Клубная
Профессиональную карьеру начал в 2005 году выступлениями за команду клуба «Сфаксьен», в которой провел шесть сезонов, приняв участие в 176 матчах чемпионата. Большинство времени, проведенного в составе «Сфаксьен», был основным игроком атакующей звена команды. В составе «Сфаксьен» был одним из главных бомбардиров команды, имея среднюю результативность на уровне 0,38 гола за игру первенства.
В августе 2011, за несколько часов до окончания трансферного окна, перешёл в «Этуаль дю Сахель» и являлся будущей заменой Ахмеда Акаичи, который покинул в это время клуб. 14 ноября того же года Юнес покинул клуб.
В феврале 2012 года был на просмотре в румынском клубе «Астра», но в конечном итоге перебрался в «Петролул». В сезоне 2012/13 провёл за клуб 28 матчей и забил 13 голов и помог клубу стать обладателем Кубка Румынии.
28 января 2014 года подписал трёхлетний контракт с болгарским клубом «Ботев» (Пловдив). Дебют за новый клуб состоялся 23 февраля в матче против «Лудогорца» (2-2).
В августе 2014 года присоединился в состав клуба «Лудогорец». В матче Суперкубка Болгарии 2014 забил гол и сделал окончательный счёт в матче 3-1, в пользу "орлите". В матче групповой стадии Лиги Чемпионов 2014/15 против английского клуба «Ливерпуль» (1-2) отдал голевую передачу на Дани Абало.
Летом 2015 года перешёл в иранский «Трактор Сази». З0 июля дебютировал за новый клуб в матче против «Нафт Тегеран». 20 сентября забил дебютный гол в матче против «Саба Ком».

### Сборная
28 мая 2014 года дебютировал в официальных матчах в составе национальной сборной Туниса в товарищеском матче против сборной Южной Кореи. В настоящее время провел в форме главной команды страны 9 матчей.
В составе сборной был включен на Кубок африканских наций 2015 в Экваториальной Гвинеи

## Достижения

### «Сфаксьен»
- Обладатель Кубка Туниса: 2009
- Обладатель Кубка Конфедерации КАФ: 2007 и 2008
- Обладатель Кубка обладателей кубков УНАФ: 2009

### «Петролул»
- Обладатель Кубка Румынии: 2012/13

### «Лудогорец»
- Чемпион Болгарии: 2014/15
- Обладатель Суперкубка Болгарии: 2014